# 潘日南
潘日南（1943年9月9日—）原名潘日奎（Phan Ngọc Khuê），越南裔作家，原越南共和國空降兵少校。

## 生平
他出生於廣治省肇豐縣奈九村，父親潘文程（Phan Văn Trình）加入越南共產黨，但因“小資產階級、豪門家庭”罪被除名。因為這個事情，潘玉奎的履歷的姓名被改成了潘日南。他是越南共和國軍的作家。1963年，他畢業於大叻國家軍事學校第18期，獲得少尉軍銜並被選入空降兵種。在1975年430事件之前，他擔任了該兵種的上尉。
1975年後，他在再教育營裏被關押了14年。
2017年，作家有請邀請海外越南人作家回國，其中包括潘日南，但他拒絕了。